# Felix Eugen Fritsch
Pour les articles homonymes, voir Fritsch.
Felix Eugen Fritsch (26 avril 1879 - 2 mai 1954) est un biologiste britannique spécialiste des algues.

## Biographie
Felix Fritsch commence sa carrière à l'université de Munich avant de passer à la recherche au University College de Londres et aux Jardins botaniques royaux de Kew. Il est professeur et directeur du département de botanique du Queen Mary College (anciennement East London College) de l'université de Londres de 1911 à 1948. Il est élu membre de la Royal Society en mai 1932 et remporte leur médaille Darwin en 1950. Il est président de la Linnean Society de 1949 à 1952 et reçoit la médaille linnéenne de la société en 1954.
Il est surtout connu pour son ouvrage en deux volumes The Structure and Reproduction of the Algae (1945), mais sa révision du A Treatise of the British Freshwater Algae de G. S. West, parue en 1927, est également importante. Pour faciliter ses propres études sur la taxonomie et la morphologie des algues, Fritsch rassemble des illustrations publiées sous les noms des espèces. Après sa mort, son travail est poursuivi par J. W. G. Lund à la Freshwater Biological Association et devient The Fritsch Collection of Illustrations of Freshwater Algae,.
En 1932, les botanistes Mandeyam Osuri et Parthasarathy Iyengar publient Fritschiella, qui est un genre d'algues vertes de la famille des Fritschiellaceae et nommé d'après Felix Eugen Fritsch.